# Brasile ai Giochi della XXVIII Olimpiade
Il Brasile ha partecipato ai Giochi della XXVIII Olimpiade di Atene, svoltisi dall'11 al 29 agosto 2004, con una delegazione di 243 atleti di cui 124 uomini e 119 donne. Ha conquistato cinque medaglie d'oro, due d'argento e tre di bronzo.

## Medaglie
| Medaglia | Atleta | Sport        | Evento                     |
| -------- | --- | ------------ | -------------------------- |
| Oro      | Ricardo Alex Santos Emanuel Rego | Beach volley | Maschile                   |
| Oro      | Rodrigo Pessoa | Equitazione  | Salto ostacoli individuale |
| Oro      | Marcelo Ferreira Torben Grael | Vela         | Classe Star                |
| Oro      | Robert Scheidt | Vela         | Classe Laser               |
| Oro      | Giovane Gávio André Heller Maurício Lima Gilberto de Godoy André Nascimento Sérgio dos Santos Anderson Rodrigues Nalbert Bitencourt Gustavo Endres Rodrigo Santana Ricardo Garcia Dante do Amaral | Pallavolo    | Maschile                   |
| Argento  | Shelda Bede Adriana Behar | Beach volley | Femminile                  |
| Argento  | Brasile | Calcio       | Femminile                  |
| Bronzo   | Vanderlei de Lima | Atletica     | Maratona maschile          |
| Bronzo   | Flavio Canto | Judo         | 81 kg maschile             |
| Bronzo   | Leandro Guilheiro | Judo         | 73 kg maschile             |

### Medaglie per disciplina
| Sport        | Oro | Argento | Bronzo | Totale |
| ------------ | --- | ------- | ------ | ------ |
| Vela         | 2   | 0       | 0      | 2      |
| Beach volley | 1   | 1       | 0      | 2      |
| Equitazione  | 1   | 0       | 0      | 1      |
| Pallavolo    | 1   | 0       | 0      | 1      |
| Calcio       | 0   | 1       | 0      | 1      |
| Judo         | 0   | 0       | 2      | 2      |
| Atletica     | 0   | 0       | 1      | 1      |

## Risultati

### Calcio
Donne
| Atleta | Classifica |                    |
| --- | --- | ------------------ |
| V · D · M Nazionale brasiliana femminile · Calcio ai Giochi Olimpici Estivi 2004 1 Maravilha · 2 Grazielle · 3 Mônica · 4 Tânia · 5 Juliana · 6 Renata Costa · 7 Formiga · 8 Daniela · 9 Pretinha · 10 Marta · 11 Rosana · 12 Cristiane · 13 Aline · 14 Elaine · 15 Maycon · 17 Roseli · 18 Andréia · 21 Dayane · CT : Simões | Argento |                    |
| Nazionale brasiliana femminile · Calcio ai Giochi Olimpici Estivi 2004 | |                    |
| 1 Maravilha · 2 Grazielle · 3 Mônica · 4 Tânia · 5 Juliana · 6 Renata Costa · 7 Formiga · 8 Daniela · 9 Pretinha · 10 Marta · 11 Rosana · 12 Cristiane · 13 Aline · 14 Elaine · 15 Maycon · 17 Roseli · 18 Andréia · 21 Dayane · CT: Simões                                                                                   | 1 Maravilha · 2 Grazielle · 3 Mônica · 4 Tânia · 5 Juliana · 6 Renata Costa · 7 Formiga · 8 Daniela · 9 Pretinha · 10 Marta · 11 Rosana · 12 Cristiane · 13 Aline · 14 Elaine · 15 Maycon · 17 Roseli · 18 Andréia · 21 Dayane · CT: Simões | Brasile (bandiera) |

### Pallacanestro
- Donne

| Atleta | Classifica |
| --- | ---------- |
| V · D · M Nazionale brasiliana - Pallacanestro ai Giochi della XXVIII Olimpiade - Torneo femminile 4 Adrianinha · 5 Helen · 6 Karla · 7 Leila Sobral · 8 Iziane · 9 Janeth · 10 Vivian · 11 Silvinha · 12 Érika · 13 Alessandra · 14 Cíntia Tuiú · 15 Kelly · All. Antônio Barbosa | 4°         |
| Nazionale brasiliana - Pallacanestro ai Giochi della XXVIII Olimpiade - Torneo femminile |            |
| 4 Adrianinha · 5 Helen · 6 Karla · 7 Leila Sobral · 8 Iziane · 9 Janeth · 10 Vivian · 11 Silvinha · 12 Érika · 13 Alessandra · 14 Cíntia Tuiú · 15 Kelly · All. Antônio Barbosa |            |